# Чебрець вапняковий
Чебре́ць вапняко́вий (Thymus calcareus) — реліктова багаторічна рослина родини глухокропивових, близько споріднена із чебрецем кальміуським. Низький запашний напівчагарничок із бузковими квітами. Регіонально рідкісний вид, занесений до Червоних книг декількох адміністративних одиниць України та Росії, а також до Червоної книги Молдови. Декоративна, лікарська, ефіроолійна культура.

## Опис

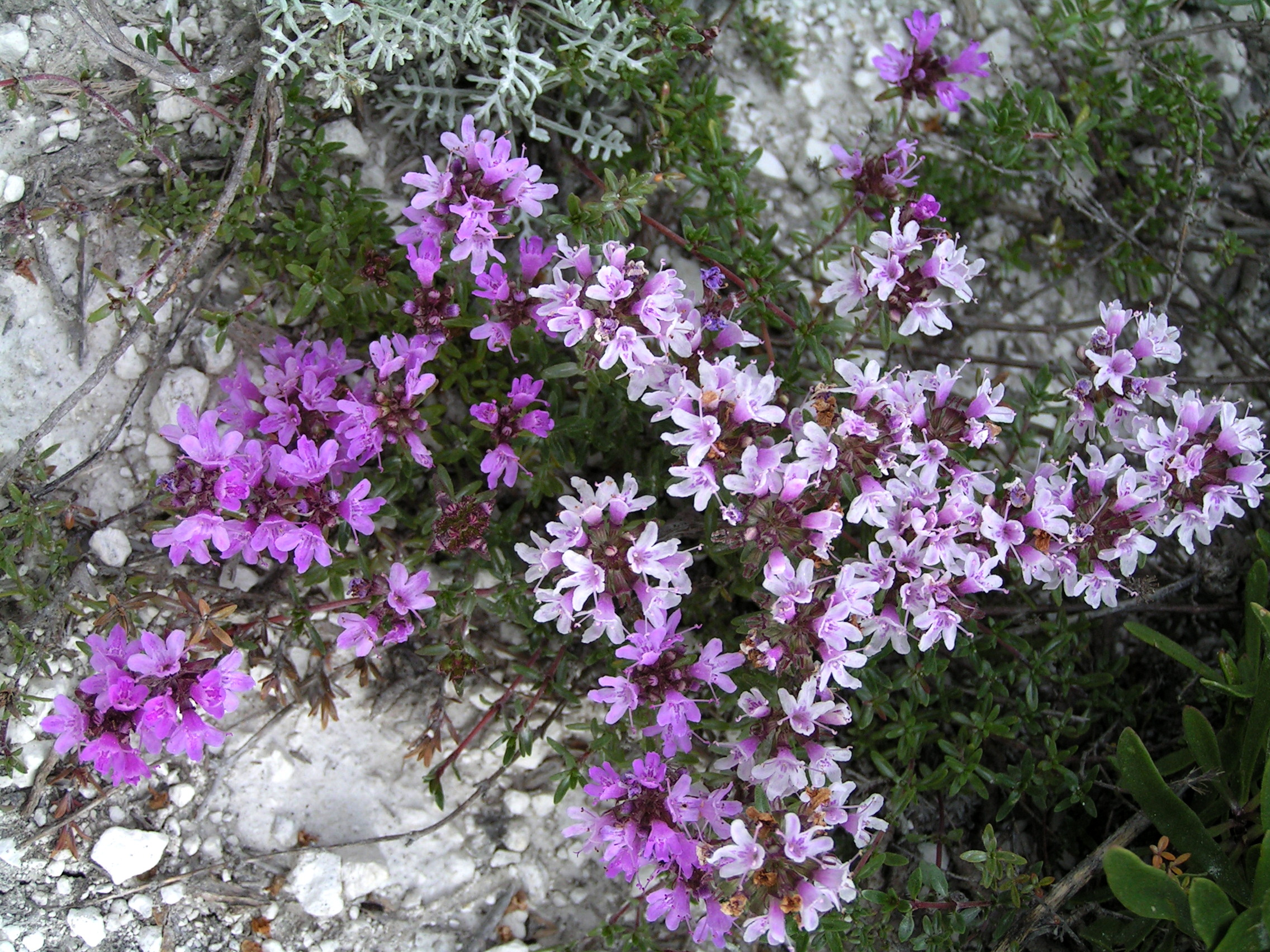
Квіти великим планом.

Багаторічний напівчагарничок заввишки 4-12 см, що утворює щільні дернинки; хамефіт. Корені неглибокі, мичкуваті. Усі надземні частини рослини всіяні ефіроносними залозками, завдяки яким чебрець вапняковий набуває характерного лимонного аромату. Пагони першого порядку сланкі, короткі, сильно розгалужені, неплідні, від них відходять численні прямостоячі плідні пагони другого порядку заввишки 2-10 см. Під самими суцвіттями ці пагони опушені короткими, відігнутими назад волосками. Листки завдовжки 5-15 мм, завширшки 0,5-2 мм, супротивні, сидячі або на дуже коротких черешках, лінійно-, видовженоланцетні чи видовжено-еліптичні, загострені до обох кінців, із найбільшою шириною посередині листкової пластинки або трохи вище середини, жорсткі, ніколи не бувають серповидновигнуті. Краї листків мають війки, що не підіймаються до середини їхньої довжини; на поверхні листків помітні крапчасті ефірні залозки. У пазухах стеблевих листків пазушні листки або недорозвинені й дрібні, або взагалі відсутні.
Суцвіття завширшки до 1 см, голівчасті, численні, розташовані на кінцях пагонів другого порядку. Квітки зигоморфні, двостатеві, дрібні, запашні. Чашечка завдовжки 3-4 мм, трубчасто-дзвоникувата, двогуба, з 10-ма жилками, волосиста в зіві, зелена або бузкова. Нижня губа дводільна, з лінійно-ланцетними долями, вкритими з обох боків двома рядами війок. Загалом налічують 12-14 пар тісно зближених війок, що мають однакову довжину, яка менша чи дорівнює ширині основи зубця чашечки. Верхня губа чашечки широка, тризубчаста або тридільна, відігнута вверх. Її зубці голі. Віночок трубчастий, невиразно двогубий, рожево-бузковий, бузковий або блідо-бузковий. Трубка віночка пряма; нижня губа трилопатева, верхня — виїмчаста. Тичинок 4, вони виступають за межі віночка.
Плоди — яйцеподібі, майже гладенький горішки, складені по чотири.

### Визначення
Чебрець вапняковий близько споріднений із чебрецем кальміуським та чебрецем Маршалла. Якщо перший вид є вузьким ендеміком і імовірність побачити його для широко загалу природознавців незначна, то чебрець Маршалла належить до дуже поширених рослин. Від останнього виду чебрець вапняковий вирізняється стебловими листками із найбільшою шириною посередині або трохи вище середини листкової пластинки; тим, що приквіткові листки формою і розміром відрізняються від стеблових; трубчасто-дзвоникуватою чашечкою, нижні зубці якої мають численні, однакові за довжиною, тісно зближені війки.

## Поширення

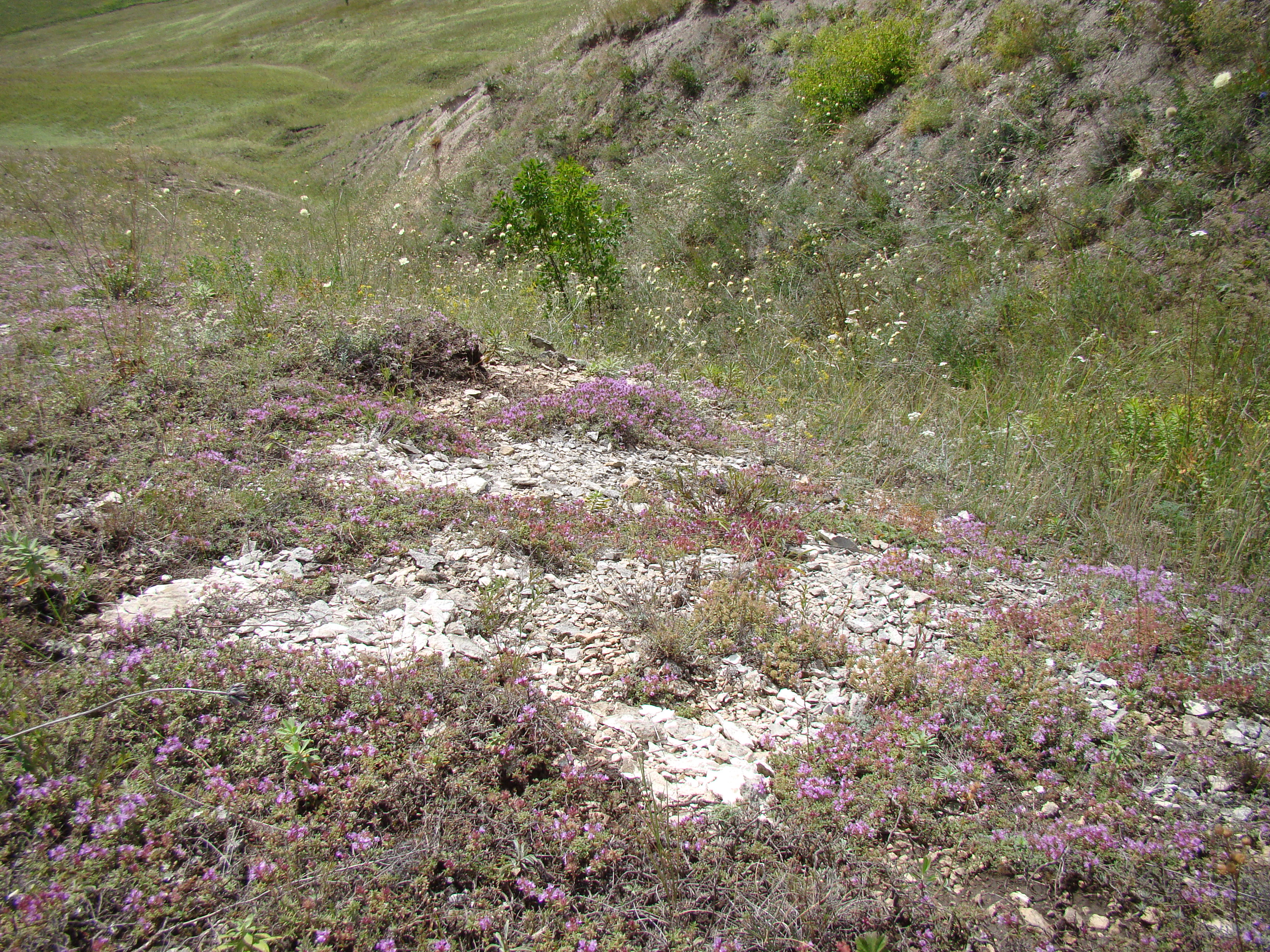
Типовий біотоп чебереця вапнякового.

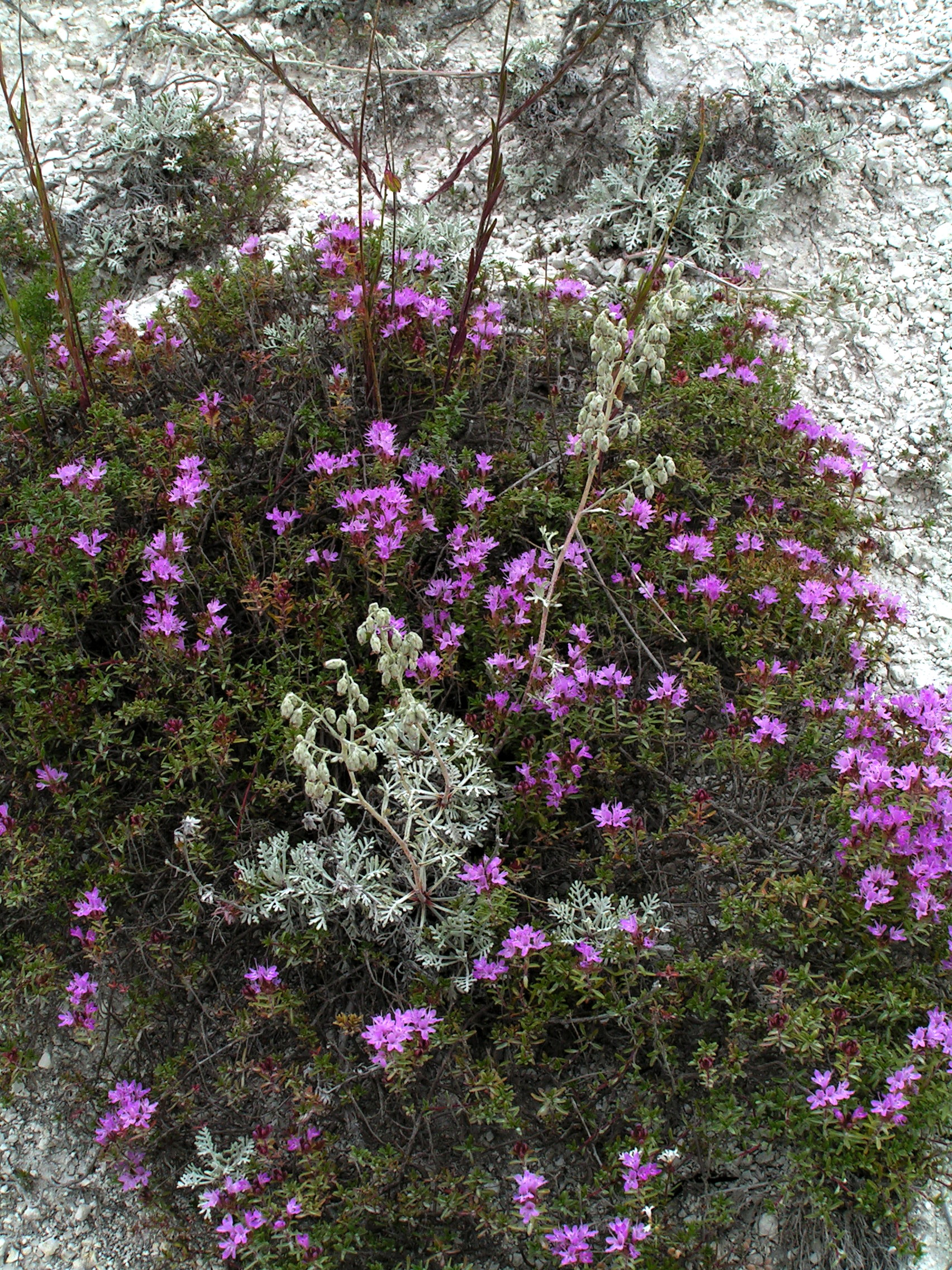
На крейдяних відслоненнях частим сусідом чебреця вапнякового буває полин суцільнобілий.

Чебрець вапняковий належить до ендеміків із відносно широким ареалом. Зона розповсюдження цього виду включає південь Східної Європи: басейни Дніпра, Сіверського Донця, Дону, зокрема, нижню та середню течії цих річок. На заході межа ареалу охоплює Північне Причорномор'я (включно із Молдовою, Кримським півостровом), Північне Приазов'я (в кордонах Донецької, Луганської областей України). Далі на схід вона простягається по пониззях Дону (Ростовська область Росії) аж до південного Надволжя. Якщо на півдні поширення чебрецю вапнякового обмежене узбережжями Чорного та Азовського морів, то на півночі його ареал сягає Харківської області України та Бєлгородської, Курської, Воронезької, Липецької областей Росії.

## Екологія
Рослина морозо- та посухостійка, світлолюбна. Росте винятково на відслоненнях карбонатних порід: найчастіше вапняків, рідше — крейди, мергелю, доломітів або сланців. Вид приурочений, в першу чергу, до малорухливих дрібнощебенчастих відслонень із накопиченим дрібноземом та гумусом, рідше, трапляється у кам'янистих степах на ділянках із розрідженим трав'яним покривом. У степових районах басейну Дону чебрець вапняковий входить до складу особливих рослинних угруповань — чебречників, де виступає домінантом.
Розмножується вегетативно і насінням. Вегетативне розмноження відбувається шляхом поділу кущиків, але в природі трапляється рідко, частіше його використовують у культурі. Цвітіння відбувається у червні-серпні. У природі цей вид здатен перезапилюватись чебрецем Маршалла із утворенням нового гібридного виду — чебреця двоформового:

Thymus calcareus Klokov & Des.-Shost. × Thymus marschallianus Willd. = Thymus × dimorphus Klokov & Des.-Shost.. Плоди достигають у вересні.
У природі характерним консортом чебрецю вапнякового виступає клоп Lasiacantha capucina, причому на цій рослині трапляються як личинки, так і імаго цієї комахи.

## Статус і значення виду
Як вид із відносно невеликим ареалом, приурочений до біотопів певного типу, чебрець вапняковий становить наукову цінність. В Україні він занесений до списків охоронюваних рослин Харківської, Донецької та Луганської областей, в Росії — до Червоних книг Бєлгородської, Ліпецької, Курської й Ростовської областей. Крім того, чебрець вапняковий включений до останнього видання Червоної книги Молдови (2015). У зв'язку із вузькою еколого-ценотичною амплітудою головною загрозою для його популяцій є зміни середовища, такі як: видобуток крейди і вапняку, витоптування, надмірне випасання худоби, заліснення схилів.
Господарське значення цієї рослини невелике з огляду на її природну рідкісність і маловідомість у широких колах квітникарів. Однак, чебрець вапняковий може бути використаний у декоративному садівництві нарівні з іншими представниками свого роду. Його висаджують на кам'яних гірках, у рокаріях та квітниках із декоративною галькою. За дослідженнями у Донецькому ботанічному саду, в культурі чебрець вапняковий стійкий і невибагливий, дає самосів.
Завдяки приємному запаху траву цього виду, зрізану під час цвітіння, можна використовувати як сурогат чаю. Хоча хімічний склад цього виду детально не вивчений, але дія такого відвару подібна до дії препаратів з більш знаного чебрецю звичайного. Сировина цього виду придатна для видобутку ефірної олії.

## Таксономія
За відомостями сайту The Plant List для цього виду зареєстровані наступні синоніми:
- Thymus cretaceus Klokov & Des.-Shost.
- Thymus graniticus Klokov & Des.-Shost.
- Thymus kalmiussicus Klokov & Des.-Shost.
- Thymus pseudocretaceus Klokov[1]
- Thymus kirgisorum Dubjansky[2]